# Cifra lemezestapló
A cifra lemezestapló (Gloeophyllum sepiarium) a Gloeophyllaceae családba tartozó, világszerte előforduló, elhalt fenyőtörzseken élő taplógombafaj.

## Megjelenése
A cifra lemezestapló termőteste 3-10 cm széles, alakja lapos, kagylószerű, esetenként szalagszerűen nő ki a fatörzsből. Több termőtest zsindelyszerűen összenőhet. Felülete fiatalon nemezes, szőrös, később lecsupaszodik; körkörösen zónázott. Széle lebenyes. Színe sötét rozsdabarna, növekedésben levő széle sárgás. Húsa vékony, fás, dohánybarna színű. Szaga és íze nem jellegzetes. 
Termőrétegének pórusai lemezszerűen megnyúltak, labirintusszerűek. A lemezek sűrűsége 15-20 darab/cm. Színe eleinte okkeres, narancssárgás, majd barnává válik.
Spórapora fehér. Spórái elliptikusak, simák, bennük olajcseppek találhatók, méretük 8,5-12 x 7-8 µm.

### Hasonló fajok
A  fenyő-lemezestaplóval vagy a változékony lemezestaplóval lehet összetéveszteni.

## Elterjedése és termőhelye
Világszerte elterjedt faj. Magyarországon gyakori.
Elhalt fenyők (főleg lucon) törzsén, ágain (épületfákon, kerítésfán is) található meg. A faanyagban barna korhadást okoz, a gombaölő vegyszerekre kevésbé érzékeny. Egész évben látható.

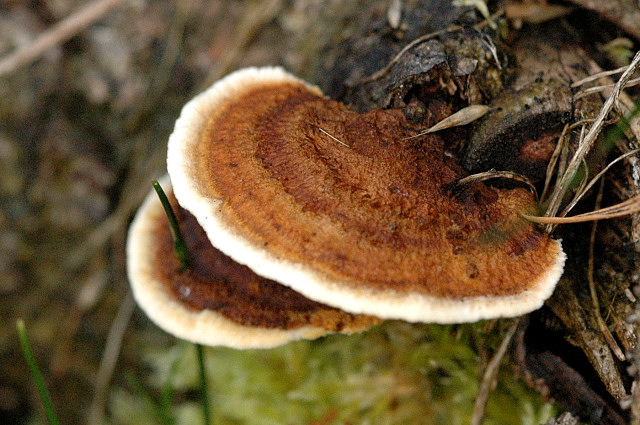
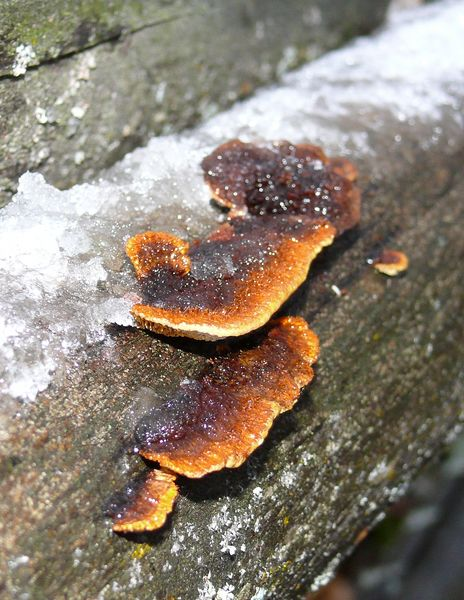
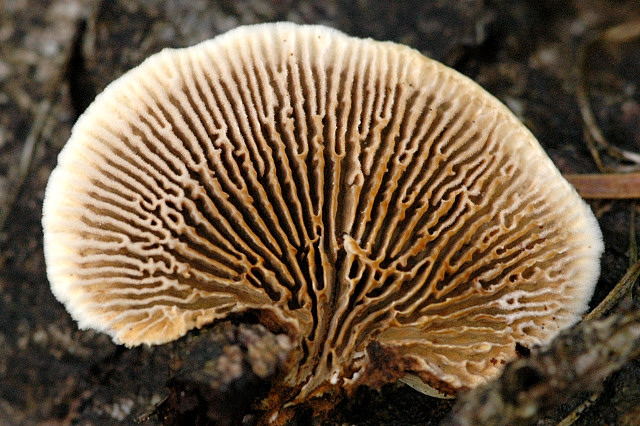
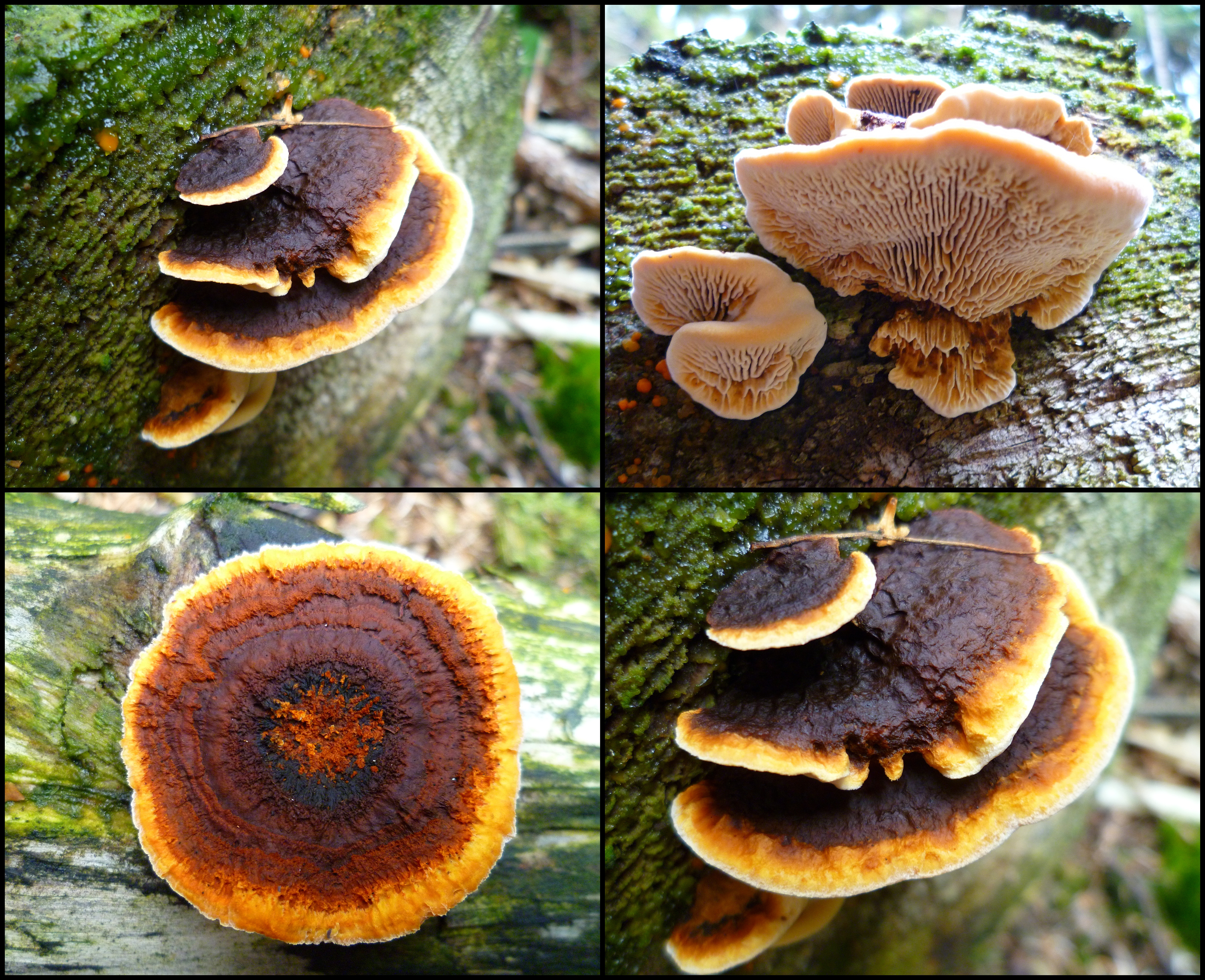
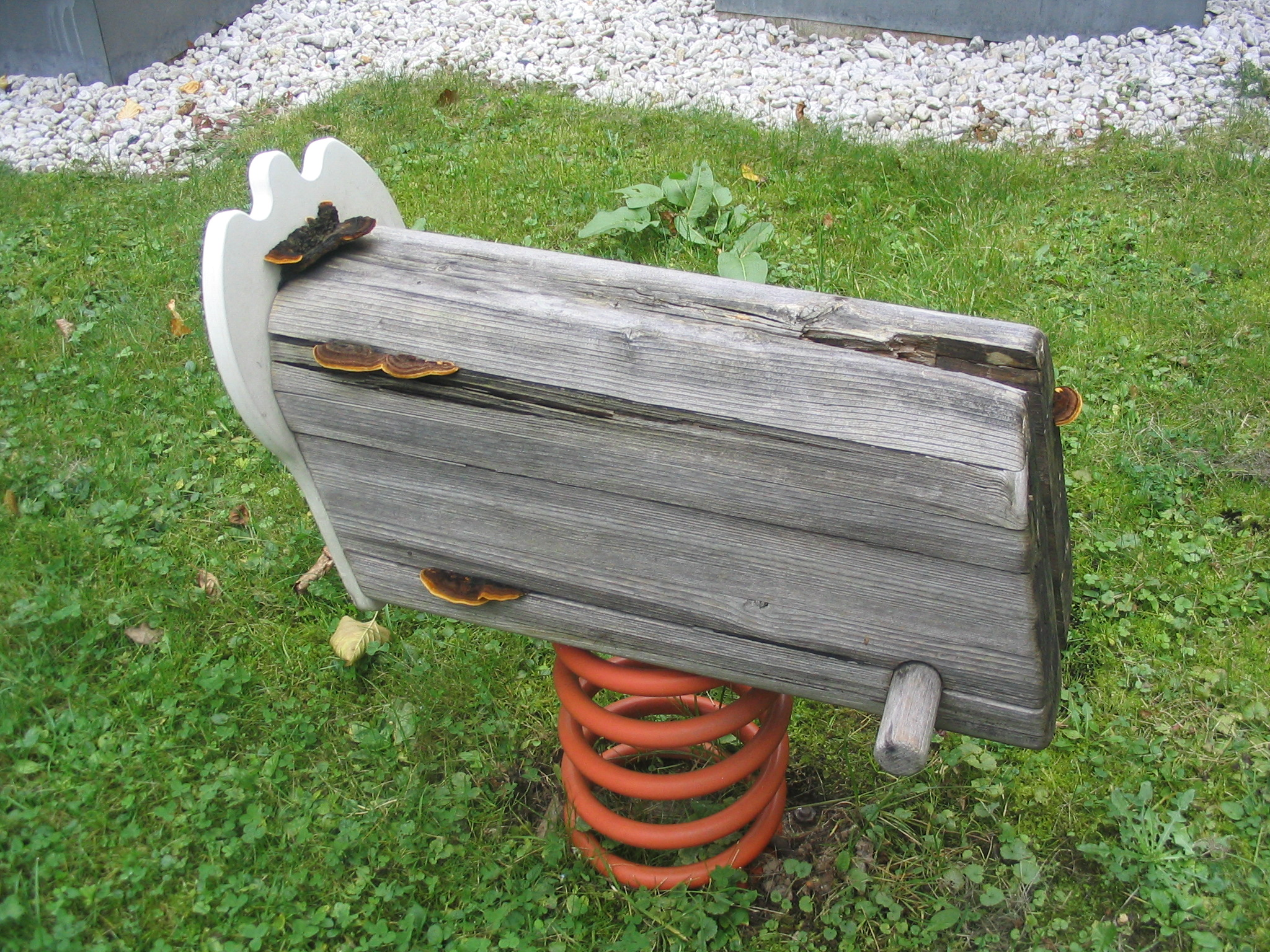

Nem ehető.